# Xanthophenax pacificator
Xanthophenax pacificator là một loài tò vò trong họ Ichneumonidae.